# Хайнрих II (Льовен)
Вижте пояснителната страница за други личности с името Хайнрих II.
Хайнрих II (на френски: Henri II de Louvain, le ceinturé; на немски: Heinrich II, der Gegürtete; на нидерландски: Hendrik II van Leuven, * 1020, † 1078, погребан в Нивел) от фамилията Регинариди, e граф на Льовен и Брюксел от 1054 до 1078 г.

## Биография
Той е син на граф Ламберт II и Ода от Вердюн (990 – 1062) от фамилята Вигерихиди (Арденски дом), дъщеря на Готцело I, херцог на Лотарингия. Неговите чичовци по майчина линия са папа Стефан X и Готфрид III, херцог на Лотарингия.
През 1071 г. Хайнрих II помага на Рихилда от Хенегау, вдовицата на Балдуин VI от Фландрия и майка на Арнулф III, неуспешно против узурпацията на нейния зет Роберт Фризиеца. След половин генерация по-късно неговата дъщеря Ида се омъжва за Балдуин II от Хенегау, брата на Арнулф.

## Деца
Хайнрих II се жени за Аделхайд (1040 – 1086), дъщеря на граф Еберхард в Бетуве и има с нея четири деца.
- Хайнрих III († 1095), граф на Льовен и Брюксел, ландграф на Брабант от 1085/1086
- Готфрид I (* 1060, † 1139), граф на Льовен и Брюксел, ландграф на Брабант и херцог на Долна Лотарингия
- Адалберо († 1128), епископ на Лиеж
- Ида (1077, † 1107/1139), ∞ 1084 Балдуин II, граф на Хенегау († 1098)